# 조조촌 (도야마현)
조조촌(上條村)은 도야마현 나카니카와군에 있던 촌이다.

## 역사
- 1889년 4월 1일 - 정촌제 시행에 의해 나카니카와군 조조촌이 성립하였다.
- 1954년 4월 1일 - 미즈하시정, 산고촌과 합병해 미즈하시정이 성립하였다.

## 참고문헌
- 『市町村名変遷辞典』東京堂出版、1990年。